# 末広町 (川越市)
末広町（すえひろちょう）は、埼玉県川越市の町名。現行行政地名は末広町一丁目・二丁目・三丁目。郵便番号は350-0064。

## 地理
川越市の中心市街地に位置する。北東側で元町、東側で幸町、南東側で仲町、南側で六軒町、南西側で三光町と接する。また新河岸川を挟んで西側で月吉町、北側で石原町と隣接する。
土地利用は多くが住宅地であるが、寺院の敷地も多い。

## 歴史
末広町という名前は1961年（昭和36年）の町名・地番整理の際に付けられた。末広町の区域は、それ以前は橘町、相生町、鷹部屋町、厩下町と呼ばれていた。
橘町は、川越四門前のひとつである妙養寺門前町と呼ばれていた。明治に入り、妙養寺の寺紋から橘町という名になった。
相生町は、かつては行伝寺と養寿院の門前町であり、最初は行養町という名が付けられたが後に相生町となった。川越氷川神社の神官であった山田衛居の記録では、1872年（明治5年）9月の記録にのみ行養町の名があり、1880年（明治13年）9月16日以降に相生町の名が現れる。また栄林寺過去帳では1877年（明治10年）に記録があるが、一般に用いられるようになったのは昭和に入ってからであり、大正時代までは杉原と呼ばれたという。相生町の名の由来は不明だが、栄林寺境内に相生学校が設置されたこととの関連が示唆されている。
鷹部屋町には徳川家康に仕えた鷹匠の屋敷が、厩下町には松平信綱の馬場がそれぞれあったことによる地名である。幕府や藩に関わる場所であったことから、地元では町を付けず「御鷹部屋」「御厩下」と呼んだという。享保年間のものとされる絵図には、当地に御鷹部屋と馬場・厩がそれぞれ記載されている。

## 交通
町内に鉄道駅はない。最寄り駅は東武東上本線川越市駅である。
市内でバスを運行する西武バス、川越シャトルは町内を通過しない。東武バスの小江戸名所めぐり（名01）とイーグルバスの小江戸巡回バスが町内を通過するが停留所は設置されていない。
町内を通過する国道・県道はない。

## 施設
- 妙養寺
- 行伝寺
- 栄林寺
- 十念寺
- 星野高等学校